# ポエニ戦争

ポエニ戦争中の両国の領土変遷。
カルタゴ領土
ローマ領土

ポエニ戦争（ポエニせんそう、羅: Bella Punica）とは、共和政ローマとカルタゴとの間で地中海の覇権を賭けて争われた一連の戦争である。ポエニとは、ラテン語でフェニキア人（カルタゴはフェニキア系国家）を意味する。紀元前264年のローマ軍によるシチリア島上陸から、紀元前146年のカルタゴ滅亡まで3度にわたる戦争が繰り広げられた。

## 第一次ポエニ戦争

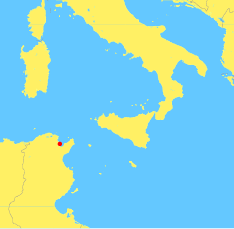
カルタゴ（赤丸）とイタリア半島、シチリア島（中央の三角形の島）の位置関係。

紀元前264年から紀元前241年。シチリア島をめぐる一連の戦闘と海戦が焦点となる。
シチリア島は西半分がカルタゴ領で、東半分がギリシア人勢力のシラクサが抑えていたが、北東にあるメッシーナはシラクサより離反したカンパニア人の傭兵部隊マメルティニが占領していた。シラクサの僭主ヒエロン2世は、マメルティニに対して攻撃を開始した。マメルティニはローマとカルタゴの両方に助けを求めたが、このことがポエニ戦争の直接の原因である。出兵はカルタゴの方が早かったが、ローマもマメルティニと同盟を結び紀元前264年に出兵した。マメルティニはカルタゴ軍を追い出してローマ軍を市内に入れたが、カルタゴ軍は城外には出たもののそこから撤退せず、またシラクサ軍も近くに陣を構えていた。ローマ軍は出撃し、カルタゴ・シラクサ両軍に勝利し、ローマとカルタゴはシチリアの覇権をかけた戦いに突入する。翌紀元前263年にシラクサはローマと講和して同盟を結んだ。
紀元前262年、ローマはカルタゴが守るアグリゲントゥム（現アグリジェント）を攻略した。続いてローマはカルタゴの補給を断つため大艦隊を建造した。当初は劣勢であったもののカラス装置（コルウス）を用いた接舷戦闘を編み出していくつかの海戦に勝利し、海上でも優勢を保つようになった。勢いを得たローマはアフリカへ上陸するが、紀元前255年にスパルタ人の傭兵隊長クサンティッポ率いるカルタゴ軍にチュニスの戦いで大敗し、さらに撤退の最中に海難事故にあい6万の兵を失った。
紀元前249年、カルタゴはハミルカル・バルカ将軍（ハンニバルの父）をシチリアに送った。ハミルカルは勝利を重ねほぼシチリア島全土の支配を獲得した。しかし、紀元前244年にカルタゴで権力を握った大ハンノは、勝利は近いと考えて海軍を縮小した。これを見たローマは艦隊を再建し、アエガテス諸島沖の海戦（紀元前241年3月10日）で第一次ポエニ戦争の決着をつけた。ハミルカルも補給を失い、降伏せざるを得なかった。

## 第二次ポエニ戦争

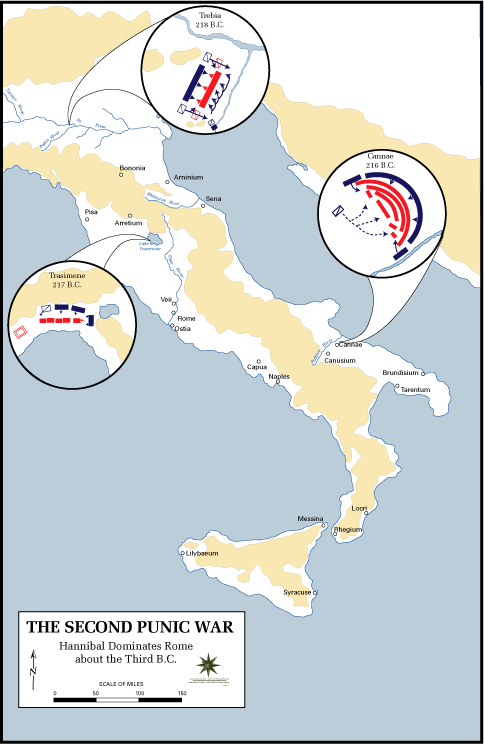
イタリア半島での戦い（第二次ポエニ戦争）

紀元前219年から紀元前201年。ハンニバルによるローマ侵攻を指し、別名をハンニバル戦争という。
カルタゴはシチリアを失ったが、ハミルカル・バルカは国力回復のためにイベリア半島を制圧し、諸部族をまとめて軍隊を養成していた。ハミルカルの死後、長男のハンニバルはローマとの戦争を決意、ローマと同盟していたイベリア半島の都市サグントゥム（サグント）をハンニバルが陥落させた事で、第二次ポエニ戦争が開戦する。ハンニバルは5万の兵と37頭の戦象を連れ、アルプス山脈を越えてイタリアへ進軍。イタリア半島各地でローマ軍を撃破し、紀元前216年のカンナエの戦い（カンネーの戦い）では馬蹄型の陣形でローマ軍を陥れ、完敗させたものの、敵地での補給に不安を抱えていたハンニバル軍はイタリアの諸都市をローマから切り崩す戦略を優先させ、すぐにローマ攻略へは向かわなかった。敗北を受けてローマはファビウス・マクシムス・クンクタトルの「持久戦法」を採用し、マルクス・クラウディウス・マルケッルスはハンニバル軍に対して会戦は避けながら果敢に戦闘を仕掛けハンニバルを悩ませ、以後ローマへ進軍は許さず、イタリア半島では一進一退の膠着状態が続く。
カルタゴ本国はこの戦争に対して、はじめは日和見の立場を取り、ハンニバルは本国との連携や補給をうまく取ることができなかった。その間に、スキピオ・アフリカヌス（大スキピオ）にハンニバルの本拠地であるスペインを攻略されてしまう。勢いに乗ったローマ軍は、北アフリカへ逆侵攻し、カルタゴ本国での敗戦に狼狽した政府によってハンニバルは本国に召還されてしまう。その後ハンニバルはスキピオにザマの戦い（紀元前202年)で敗れ、第二次ポエニ戦争はカルタゴの敗北に終わる。
戦争中ローマを裏切りハンニバル側についたシチリア島のシラクサでは防衛にアルキメデスも参加しており、彼の発明した兵器はマルケッルスらローマ軍に損害を与えた。シラクサ陥落に際してはマルケッルスはアルキメデスは殺すなとの命令を出していたが、彼とは知らなかった配下の兵によって殺された。アルキメデスは殺される直前まで地面の上に図形を描いて計算をしていたが、1人のローマ兵がこれを踏むと、｢私の図形を踏むな」と怒鳴ったが、その兵士に殺されてしまった。このとき彼は円周率の計算をしている最中だったといわれる。

## 第三次ポエニ戦争
紀元前149年から紀元前146年にあった戦争で反カルタゴ派であったカト・ケンソリウス（大カト）の往年の主張が通りスキピオ・アエミリアヌス（小スキピオ）をしてカルタゴを滅亡させた。カルタゴとヌミディアとの紛争を条約違反と咎めたローマはカルタゴに対し内陸への遷都を要求、これを拒否したカルタゴを攻囲し、破壊した。ローマ軍は住民のほとんどを殺すか奴隷にした。さらにローマ人のカルタゴへの敵意は凄まじく土地を塩で埋め尽くし、不毛の土地にしようと試みたとされるが、塩土化については後世の創作である。

## ポエニ戦争がもたらしたもの
第一次ポエニ戦争の結果、ローマは初めてイタリア半島外の領土であるシチリアを手に入れ、これを属州として統治するようになった。また第一次ポエニ戦争から第二次ポエニ戦争までの間にカルタゴ領であったサルデーニャとコルシカも属州に組み入れた。こうした海外領土（とくにシチリア）は安価な穀物をローマに流通させ、食料供給を向上させる一方、自作農の窮乏を招く一因となっていった。イタリア半島の農地は荒廃し、大規模農家が農地を集約させて商用農作物を奴隷に栽培させるきっかけともなった。現代まで続くブドウ、オリーブなどのイタリア名産の農作物はこの頃に方向付けられている。
また、イタリア半島に攻め込まれ、ローマ滅亡の危機にまで陥った第二次ポエニ戦争は、危機の中で元老院の指揮権を拡大させ、共和制末期の共和主義者達が理想視したような元老院主導体制が作られていった。さらに、新たな属州としてヒスパニアを加え、ローマは西地中海の覇者として確固たる地位を得ることとなった。
第三次ポエニ戦争はこうした強大になったローマの力を地中海世界に改めて示し、地中海を徐々に「我らが海」としていった。こうした一連の戦争はシチリア、コルシカ、サルディーニャ、ヒスパニア、アフリカ（カルタゴ）をローマの属州とする一方でローマ軍の主力であった中小の自作農を没落させ、軍団の弱体化を招いた。また裕福な平民層（プレープス）は新たに獲得した利権を利用しさらに富を蓄え、従来の貴族（パトリキ）に合流して新貴族（ノビレス）と呼ばれる層を形成していった。このような貧富の格差の拡大はローマに重大な社会不安の種として、以降の歴史に大きな影響を与えることになった。
カルタゴのハンニバルによる侵攻を含めたローマとの一連の戦争は、もう少しでローマ帝国の誕生を阻むところだった。ローマの勝利は、古代地中海の文明化がアフリカではなくヨーロッパに渡される、記念的な転換点となった。